# Список астероїдів (117901—118000)
| Назва                      | Тимчасове позначення | Дата відкриття  | Місце відкриття          | Відкривач                                              |
| -------------------------- | -------------------- | --------------- | ------------------------ | ------------------------------------------------------ |
| (117901) 3055 P-L          | 3055 P-L             | 24 вересня 1960 | Паломарська обсерваторія | К. Й. ван Гаутен, І. ван Гаутен-Ґроневельд, Т. Герельс |
| (117902) 3058 P-L          | 3058 P-L             | 25 вересня 1960 | Паломарська обсерваторія | К. Й. ван Гаутен, І. ван Гаутен-Ґроневельд, Т. Герельс |
| (117903) 3115 P-L          | 3115 P-L             | 24 вересня 1960 | Паломарська обсерваторія | К. Й. ван Гаутен, І. ван Гаутен-Ґроневельд, Т. Герельс |
| (117904) 3504 P-L          | 3504 P-L             | 17 жовтня 1960  | Паломарська обсерваторія | К. Й. ван Гаутен, І. ван Гаутен-Ґроневельд, Т. Герельс |
| (117905) 3543 P-L          | 3543 P-L             | 17 жовтня 1960  | Паломарська обсерваторія | К. Й. ван Гаутен, І. ван Гаутен-Ґроневельд, Т. Герельс |
| (117906) 4046 P-L          | 4046 P-L             | 24 вересня 1960 | Паломарська обсерваторія | К. Й. ван Гаутен, І. ван Гаутен-Ґроневельд, Т. Герельс |
| (117907) 4076 P-L          | 4076 P-L             | 24 вересня 1960 | Паломарська обсерваторія | К. Й. ван Гаутен, І. ван Гаутен-Ґроневельд, Т. Герельс |
| (117908) 4104 P-L          | 4104 P-L             | 24 вересня 1960 | Паломарська обсерваторія | К. Й. ван Гаутен, І. ван Гаутен-Ґроневельд, Т. Герельс |
| (117909) 4123 P-L          | 4123 P-L             | 24 вересня 1960 | Паломарська обсерваторія | К. Й. ван Гаутен, І. ван Гаутен-Ґроневельд, Т. Герельс |
| (117910) 4130 P-L          | 4130 P-L             | 24 вересня 1960 | Паломарська обсерваторія | К. Й. ван Гаутен, І. ван Гаутен-Ґроневельд, Т. Герельс |
| (117911) 4138 P-L          | 4138 P-L             | 24 вересня 1960 | Паломарська обсерваторія | К. Й. ван Гаутен, І. ван Гаутен-Ґроневельд, Т. Герельс |
| (117912) 4171 P-L          | 4171 P-L             | 24 вересня 1960 | Паломарська обсерваторія | К. Й. ван Гаутен, І. ван Гаутен-Ґроневельд, Т. Герельс |
| (117913) 4211 P-L          | 4211 P-L             | 24 вересня 1960 | Паломарська обсерваторія | К. Й. ван Гаутен, І. ван Гаутен-Ґроневельд, Т. Герельс |
| (117914) 4225 P-L          | 4225 P-L             | 24 вересня 1960 | Паломарська обсерваторія | К. Й. ван Гаутен, І. ван Гаутен-Ґроневельд, Т. Герельс |
| (117915) 4227 P-L          | 4227 P-L             | 24 вересня 1960 | Паломарська обсерваторія | К. Й. ван Гаутен, І. ван Гаутен-Ґроневельд, Т. Герельс |
| (117916) 4271 P-L          | 4271 P-L             | 24 вересня 1960 | Паломарська обсерваторія | К. Й. ван Гаутен, І. ван Гаутен-Ґроневельд, Т. Герельс |
| (117917) 4281 P-L          | 4281 P-L             | 24 вересня 1960 | Паломарська обсерваторія | К. Й. ван Гаутен, І. ван Гаутен-Ґроневельд, Т. Герельс |
| (117918) 4320 P-L          | 4320 P-L             | 24 вересня 1960 | Паломарська обсерваторія | К. Й. ван Гаутен, І. ван Гаутен-Ґроневельд, Т. Герельс |
| (117919) 4537 P-L          | 4537 P-L             | 24 вересня 1960 | Паломарська обсерваторія | К. Й. ван Гаутен, І. ван Гаутен-Ґроневельд, Т. Герельс |
| (117920) 4546 P-L          | 4546 P-L             | 24 вересня 1960 | Паломарська обсерваторія | К. Й. ван Гаутен, І. ван Гаутен-Ґроневельд, Т. Герельс |
| (117921) 4621 P-L          | 4621 P-L             | 24 вересня 1960 | Паломарська обсерваторія | К. Й. ван Гаутен, І. ван Гаутен-Ґроневельд, Т. Герельс |
| (117922) 4622 P-L          | 4622 P-L             | 24 вересня 1960 | Паломарська обсерваторія | К. Й. ван Гаутен, І. ван Гаутен-Ґроневельд, Т. Герельс |
| (117923) 4660 P-L          | 4660 P-L             | 24 вересня 1960 | Паломарська обсерваторія | К. Й. ван Гаутен, І. ван Гаутен-Ґроневельд, Т. Герельс |
| (117924) 4699 P-L          | 4699 P-L             | 24 вересня 1960 | Паломарська обсерваторія | К. Й. ван Гаутен, І. ван Гаутен-Ґроневельд, Т. Герельс |
| (117925) 4701 P-L          | 4701 P-L             | 24 вересня 1960 | Паломарська обсерваторія | К. Й. ван Гаутен, І. ван Гаутен-Ґроневельд, Т. Герельс |
| (117926) 4703 P-L          | 4703 P-L             | 24 вересня 1960 | Паломарська обсерваторія | К. Й. ван Гаутен, І. ван Гаутен-Ґроневельд, Т. Герельс |
| (117927) 4739 P-L          | 4739 P-L             | 24 вересня 1960 | Паломарська обсерваторія | К. Й. ван Гаутен, І. ван Гаутен-Ґроневельд, Т. Герельс |
| (117928) 4741 P-L          | 4741 P-L             | 24 вересня 1960 | Паломарська обсерваторія | К. Й. ван Гаутен, І. ван Гаутен-Ґроневельд, Т. Герельс |
| (117929) 4742 P-L          | 4742 P-L             | 24 вересня 1960 | Паломарська обсерваторія | К. Й. ван Гаутен, І. ван Гаутен-Ґроневельд, Т. Герельс |
| (117930) 4747 P-L          | 4747 P-L             | 24 вересня 1960 | Паломарська обсерваторія | К. Й. ван Гаутен, І. ван Гаутен-Ґроневельд, Т. Герельс |
| (117931) 4776 P-L          | 4776 P-L             | 24 вересня 1960 | Паломарська обсерваторія | К. Й. ван Гаутен, І. ван Гаутен-Ґроневельд, Т. Герельс |
| (117932) 4781 P-L          | 4781 P-L             | 24 вересня 1960 | Паломарська обсерваторія | К. Й. ван Гаутен, І. ван Гаутен-Ґроневельд, Т. Герельс |
| (117933) 4808 P-L          | 4808 P-L             | 24 вересня 1960 | Паломарська обсерваторія | К. Й. ван Гаутен, І. ван Гаутен-Ґроневельд, Т. Герельс |
| (117934) 4809 P-L          | 4809 P-L             | 24 вересня 1960 | Паломарська обсерваторія | К. Й. ван Гаутен, І. ван Гаутен-Ґроневельд, Т. Герельс |
| (117935) 4863 P-L          | 4863 P-L             | 24 вересня 1960 | Паломарська обсерваторія | К. Й. ван Гаутен, І. ван Гаутен-Ґроневельд, Т. Герельс |
| (117936) 4899 P-L          | 4899 P-L             | 24 вересня 1960 | Паломарська обсерваторія | К. Й. ван Гаутен, І. ван Гаутен-Ґроневельд, Т. Герельс |
| (117937) 5036 P-L          | 5036 P-L             | 22 жовтня 1960  | Паломарська обсерваторія | К. Й. ван Гаутен, І. ван Гаутен-Ґроневельд, Т. Герельс |
| (117938) 6101 P-L          | 6101 P-L             | 24 вересня 1960 | Паломарська обсерваторія | К. Й. ван Гаутен, І. ван Гаутен-Ґроневельд, Т. Герельс |
| (117939) 6122 P-L          | 6122 P-L             | 24 вересня 1960 | Паломарська обсерваторія | К. Й. ван Гаутен, І. ван Гаутен-Ґроневельд, Т. Герельс |
| (117940) 6191 P-L          | 6191 P-L             | 24 вересня 1960 | Паломарська обсерваторія | К. Й. ван Гаутен, І. ван Гаутен-Ґроневельд, Т. Герельс |
| (117941) 6202 P-L          | 6202 P-L             | 24 вересня 1960 | Паломарська обсерваторія | К. Й. ван Гаутен, І. ван Гаутен-Ґроневельд, Т. Герельс |
| (117942) 6210 P-L          | 6210 P-L             | 24 вересня 1960 | Паломарська обсерваторія | К. Й. ван Гаутен, І. ван Гаутен-Ґроневельд, Т. Герельс |
| (117943) 6219 P-L          | 6219 P-L             | 24 вересня 1960 | Паломарська обсерваторія | К. Й. ван Гаутен, І. ван Гаутен-Ґроневельд, Т. Герельс |
| (117944) 6257 P-L          | 6257 P-L             | 24 вересня 1960 | Паломарська обсерваторія | К. Й. ван Гаутен, І. ван Гаутен-Ґроневельд, Т. Герельс |
| (117945) 6271 P-L          | 6271 P-L             | 24 вересня 1960 | Паломарська обсерваторія | К. Й. ван Гаутен, І. ван Гаутен-Ґроневельд, Т. Герельс |
| (117946) 6276 P-L          | 6276 P-L             | 24 вересня 1960 | Паломарська обсерваторія | К. Й. ван Гаутен, І. ван Гаутен-Ґроневельд, Т. Герельс |
| (117947) 6301 P-L          | 6301 P-L             | 24 вересня 1960 | Паломарська обсерваторія | К. Й. ван Гаутен, І. ван Гаутен-Ґроневельд, Т. Герельс |
| (117948) 6315 P-L          | 6315 P-L             | 24 вересня 1960 | Паломарська обсерваторія | К. Й. ван Гаутен, І. ван Гаутен-Ґроневельд, Т. Герельс |
| (117949) 6316 P-L          | 6316 P-L             | 24 вересня 1960 | Паломарська обсерваторія | К. Й. ван Гаутен, І. ван Гаутен-Ґроневельд, Т. Герельс |
| (117950) 6337 P-L          | 6337 P-L             | 24 вересня 1960 | Паломарська обсерваторія | К. Й. ван Гаутен, І. ван Гаутен-Ґроневельд, Т. Герельс |
| (117951) 6369 P-L          | 6369 P-L             | 24 вересня 1960 | Паломарська обсерваторія | К. Й. ван Гаутен, І. ван Гаутен-Ґроневельд, Т. Герельс |
| (117952) 6376 P-L          | 6376 P-L             | 24 вересня 1960 | Паломарська обсерваторія | К. Й. ван Гаутен, І. ван Гаутен-Ґроневельд, Т. Герельс |
| (117953) 6511 P-L          | 6511 P-L             | 24 вересня 1960 | Паломарська обсерваторія | К. Й. ван Гаутен, І. ван Гаутен-Ґроневельд, Т. Герельс |
| (117954) 6686 P-L          | 6686 P-L             | 24 вересня 1960 | Паломарська обсерваторія | К. Й. ван Гаутен, І. ван Гаутен-Ґроневельд, Т. Герельс |
| (117955) 6693 P-L          | 6693 P-L             | 24 вересня 1960 | Паломарська обсерваторія | К. Й. ван Гаутен, І. ван Гаутен-Ґроневельд, Т. Герельс |
| (117956) 6695 P-L          | 6695 P-L             | 24 вересня 1960 | Паломарська обсерваторія | К. Й. ван Гаутен, І. ван Гаутен-Ґроневельд, Т. Герельс |
| (117957) 6706 P-L          | 6706 P-L             | 24 вересня 1960 | Паломарська обсерваторія | К. Й. ван Гаутен, І. ван Гаутен-Ґроневельд, Т. Герельс |
| (117958) 6732 P-L          | 6732 P-L             | 24 вересня 1960 | Паломарська обсерваторія | К. Й. ван Гаутен, І. ван Гаутен-Ґроневельд, Т. Герельс |
| (117959) 6763 P-L          | 6763 P-L             | 26 вересня 1960 | Паломарська обсерваторія | К. Й. ван Гаутен, І. ван Гаутен-Ґроневельд, Т. Герельс |
| (117960) 6784 P-L          | 6784 P-L             | 24 вересня 1960 | Паломарська обсерваторія | К. Й. ван Гаутен, І. ван Гаутен-Ґроневельд, Т. Герельс |
| (117961) 6813 P-L          | 6813 P-L             | 24 вересня 1960 | Паломарська обсерваторія | К. Й. ван Гаутен, І. ван Гаутен-Ґроневельд, Т. Герельс |
| (117962) 6854 P-L          | 6854 P-L             | 24 вересня 1960 | Паломарська обсерваторія | К. Й. ван Гаутен, І. ван Гаутен-Ґроневельд, Т. Герельс |
| (117963) 7596 P-L          | 7596 P-L             | 17 жовтня 1960  | Паломарська обсерваторія | К. Й. ван Гаутен, І. ван Гаутен-Ґроневельд, Т. Герельс |
| (117964) 7619 P-L          | 7619 P-L             | 17 жовтня 1960  | Паломарська обсерваторія | К. Й. ван Гаутен, І. ван Гаутен-Ґроневельд, Т. Герельс |
| (117965) 9064 P-L          | 9064 P-L             | 17 жовтня 1960  | Паломарська обсерваторія | К. Й. ван Гаутен, І. ван Гаутен-Ґроневельд, Т. Герельс |
| (117966) 9524 P-L          | 9524 P-L             | 17 жовтня 1960  | Паломарська обсерваторія | К. Й. ван Гаутен, І. ван Гаутен-Ґроневельд, Т. Герельс |
| (117967) 9563 P-L          | 9563 P-L             | 17 жовтня 1960  | Паломарська обсерваторія | К. Й. ван Гаутен, І. ван Гаутен-Ґроневельд, Т. Герельс |
| (117968) 9564 P-L          | 9564 P-L             | 17 жовтня 1960  | Паломарська обсерваторія | К. Й. ван Гаутен, І. ван Гаутен-Ґроневельд, Т. Герельс |
| (117969) 9583 P-L          | 9583 P-L             | 17 жовтня 1960  | Паломарська обсерваторія | К. Й. ван Гаутен, І. ван Гаутен-Ґроневельд, Т. Герельс |
| (117970) 9590 P-L          | 9590 P-L             | 24 вересня 1960 | Паломарська обсерваторія | К. Й. ван Гаутен, І. ван Гаутен-Ґроневельд, Т. Герельс |
| (117971) 9613 P-L          | 9613 P-L             | 17 жовтня 1960  | Паломарська обсерваторія | К. Й. ван Гаутен, І. ван Гаутен-Ґроневельд, Т. Герельс |
| (117972) 1055 T-1          | 1055 T-1             | 25 березня 1971 | Паломарська обсерваторія | К. Й. ван Гаутен, І. ван Гаутен-Ґроневельд, Т. Герельс |
| (117973) 1073 T-1          | 1073 T-1             | 25 березня 1971 | Паломарська обсерваторія | К. Й. ван Гаутен, І. ван Гаутен-Ґроневельд, Т. Герельс |
| (117974) 1077 T-1          | 1077 T-1             | 25 березня 1971 | Паломарська обсерваторія | К. Й. ван Гаутен, І. ван Гаутен-Ґроневельд, Т. Герельс |
| (117975) 1131 T-1          | 1131 T-1             | 25 березня 1971 | Паломарська обсерваторія | К. Й. ван Гаутен, І. ван Гаутен-Ґроневельд, Т. Герельс |
| (117976) 1158 T-1          | 1158 T-1             | 25 березня 1971 | Паломарська обсерваторія | К. Й. ван Гаутен, І. ван Гаутен-Ґроневельд, Т. Герельс |
| (117977) 1192 T-1          | 1192 T-1             | 25 березня 1971 | Паломарська обсерваторія | К. Й. ван Гаутен, І. ван Гаутен-Ґроневельд, Т. Герельс |
| (117978) 1215 T-1          | 1215 T-1             | 25 березня 1971 | Паломарська обсерваторія | К. Й. ван Гаутен, І. ван Гаутен-Ґроневельд, Т. Герельс |
| (117979) 1233 T-1          | 1233 T-1             | 25 березня 1971 | Паломарська обсерваторія | К. Й. ван Гаутен, І. ван Гаутен-Ґроневельд, Т. Герельс |
| (117980) 1256 T-1          | 1256 T-1             | 25 березня 1971 | Паломарська обсерваторія | К. Й. ван Гаутен, І. ван Гаутен-Ґроневельд, Т. Герельс |
| (117981) 2067 T-1          | 2067 T-1             | 25 березня 1971 | Паломарська обсерваторія | К. Й. ван Гаутен, І. ван Гаутен-Ґроневельд, Т. Герельс |
| (117982) 2134 T-1          | 2134 T-1             | 25 березня 1971 | Паломарська обсерваторія | К. Й. ван Гаутен, І. ван Гаутен-Ґроневельд, Т. Герельс |
| (117983) 2240 T-1          | 2240 T-1             | 25 березня 1971 | Паломарська обсерваторія | К. Й. ван Гаутен, І. ван Гаутен-Ґроневельд, Т. Герельс |
| (117984) 2283 T-1          | 2283 T-1             | 25 березня 1971 | Паломарська обсерваторія | К. Й. ван Гаутен, І. ван Гаутен-Ґроневельд, Т. Герельс |
| (117985) 3167 T-1          | 3167 T-1             | 26 березня 1971 | Паломарська обсерваторія | К. Й. ван Гаутен, І. ван Гаутен-Ґроневельд, Т. Герельс |
| (117986) 3176 T-1          | 3176 T-1             | 26 березня 1971 | Паломарська обсерваторія | К. Й. ван Гаутен, І. ван Гаутен-Ґроневельд, Т. Герельс |
| (117987) 4106 T-1          | 4106 T-1             | 26 березня 1971 | Паломарська обсерваторія | К. Й. ван Гаутен, І. ван Гаутен-Ґроневельд, Т. Герельс |
| (117988) 4300 T-1          | 4300 T-1             | 26 березня 1971 | Паломарська обсерваторія | К. Й. ван Гаутен, І. ван Гаутен-Ґроневельд, Т. Герельс |
| (117989) 4371 T-1          | 4371 T-1             | 26 березня 1971 | Паломарська обсерваторія | К. Й. ван Гаутен, І. ван Гаутен-Ґроневельд, Т. Герельс |
| (117990) 1014 T-2          | 1014 T-2             | 29 вересня 1973 | Паломарська обсерваторія | К. Й. ван Гаутен, І. ван Гаутен-Ґроневельд, Т. Герельс |
| (117991) 1033 T-2          | 1033 T-2             | 29 вересня 1973 | Паломарська обсерваторія | К. Й. ван Гаутен, І. ван Гаутен-Ґроневельд, Т. Герельс |
| (117992) 1039 T-2          | 1039 T-2             | 29 вересня 1973 | Паломарська обсерваторія | К. Й. ван Гаутен, І. ван Гаутен-Ґроневельд, Т. Герельс |
| 117993 Замбужал (Zambujal) | 1064 T-2             | 29 вересня 1973 | Паломарська обсерваторія | К. Й. ван Гаутен, І. ван Гаутен-Ґроневельд, Т. Герельс |
| (117994) 1076 T-2          | 1076 T-2             | 29 вересня 1973 | Паломарська обсерваторія | К. Й. ван Гаутен, І. ван Гаутен-Ґроневельд, Т. Герельс |
| (117995) 1086 T-2          | 1086 T-2             | 29 вересня 1973 | Паломарська обсерваторія | К. Й. ван Гаутен, І. ван Гаутен-Ґроневельд, Т. Герельс |
| (117996) 1089 T-2          | 1089 T-2             | 29 вересня 1973 | Паломарська обсерваторія | К. Й. ван Гаутен, І. ван Гаутен-Ґроневельд, Т. Герельс |
| (117997) 1090 T-2          | 1090 T-2             | 29 вересня 1973 | Паломарська обсерваторія | К. Й. ван Гаутен, І. ван Гаутен-Ґроневельд, Т. Герельс |
| (117998) 1095 T-2          | 1095 T-2             | 29 вересня 1973 | Паломарська обсерваторія | К. Й. ван Гаутен, І. ван Гаутен-Ґроневельд, Т. Герельс |
| (117999) 1113 T-2          | 1113 T-2             | 29 вересня 1973 | Паломарська обсерваторія | К. Й. ван Гаутен, І. ван Гаутен-Ґроневельд, Т. Герельс |
| (118000) 1128 T-2          | 1128 T-2             | 29 вересня 1973 | Паломарська обсерваторія | К. Й. ван Гаутен, І. ван Гаутен-Ґроневельд, Т. Герельс |